# Wouter Beke
Wouter Beke (Lommel, 9 agosto 1974) è un politico belga, Parlamentare federale, sindaco di Leopoldsburg e presidente del partito dei Cristiano-Democratici e Fiamminghi dal 2010. È sposato ed è padre di Leen Desmyter Warre (2004), Mine (2006) e Nette (2011).

## Biografia
Beke ha studiato scienze politiche presso l'Università Cattolica di Lovanio e ha ottenuto il dottorato nel 2004 in scienze sociali. Ha inoltre frequentato l'Università di Bruxelles con una licenza speciale in diritto sociale. Dal 1996 al 2003 è stato assistente presso il Dipartimento di Scienze Politiche della Facoltà di Scienze Sociali e successivamente assistente di ricerca presso il Centro per l'etica.
Nel 2003 Beke è stato vicepresidente della CD&V ed è stato visto come l'ideologo della casa del partito. Il suo ultimo libro, De mythe van het vrije ik. Pleidooi voor een menselijke vrijheid, è ampiamente considerato come la risposta democratica cristiana al Vierde Burgermanifest di Guy Verhofstadt. Nel libro Beke critica l'"individualismo profondo" che è aumentato sotto il governo viola, e il disaccoppiamento della libertà e della responsabilità. Beke ha anche duramente criticato la legge sull'eutanasia e le leggi etiche dei viola in generale.
A nome del partito politico CD&V. è membro del Senato dal 2004. In data 20 marzo 2008 è diventato presidente temporaneo del partito, dopo che Etienne Schouppe era diventato segretario di Stato. Il 15 maggio 2008 è stato sostituito da Marianne Thyssen. Il 23 giugno 2010 è diventato di nuovo presidente ad interim della CD&V. Il 19 novembre 2010 è diventato candidato alla presidenza della CD&V. Nelle sue stesse parole, voleva fare del partito il partito del popolo fiammingo. Ha sostenuto il cambiamento senza voler dividere il paese. Il 22 dicembre 2010 Beke con 98.73% voti è stato eletto nuovo presidente del partito. In totale 25 065 membri esprimono il proprio voto. Il 12 novembre 2013 tale mandato è stato rinnovato per il 98,7% dei voti per un periodo di tre anni.
Il 2 marzo 2011, re Alberto II incaricò Beke di negoziare un contratto per la riforma dello Stato belga. Non è stato fornito nessun tempismo. Dopo oltre due mesi, il negoziatore reale Wouter Beke presentò un rapporto sostanziale a re Alberto II, chiedendogli di essere sollevato dalle sue funzioni. Il re ha accettato le dimissioni, dopo le quali Elio Di Rupo è stato nominato formateur il 16 maggio 2011. Il 13 luglio 2012, il suo disegno di legge per dividere Bruxelles-Halle-Vilvoorde è stato approvato dalla Camera dei rappresentanti. Questa scissione è risultata dalla Sesta riforma statale del Belgio con cui Beke ha negoziato.

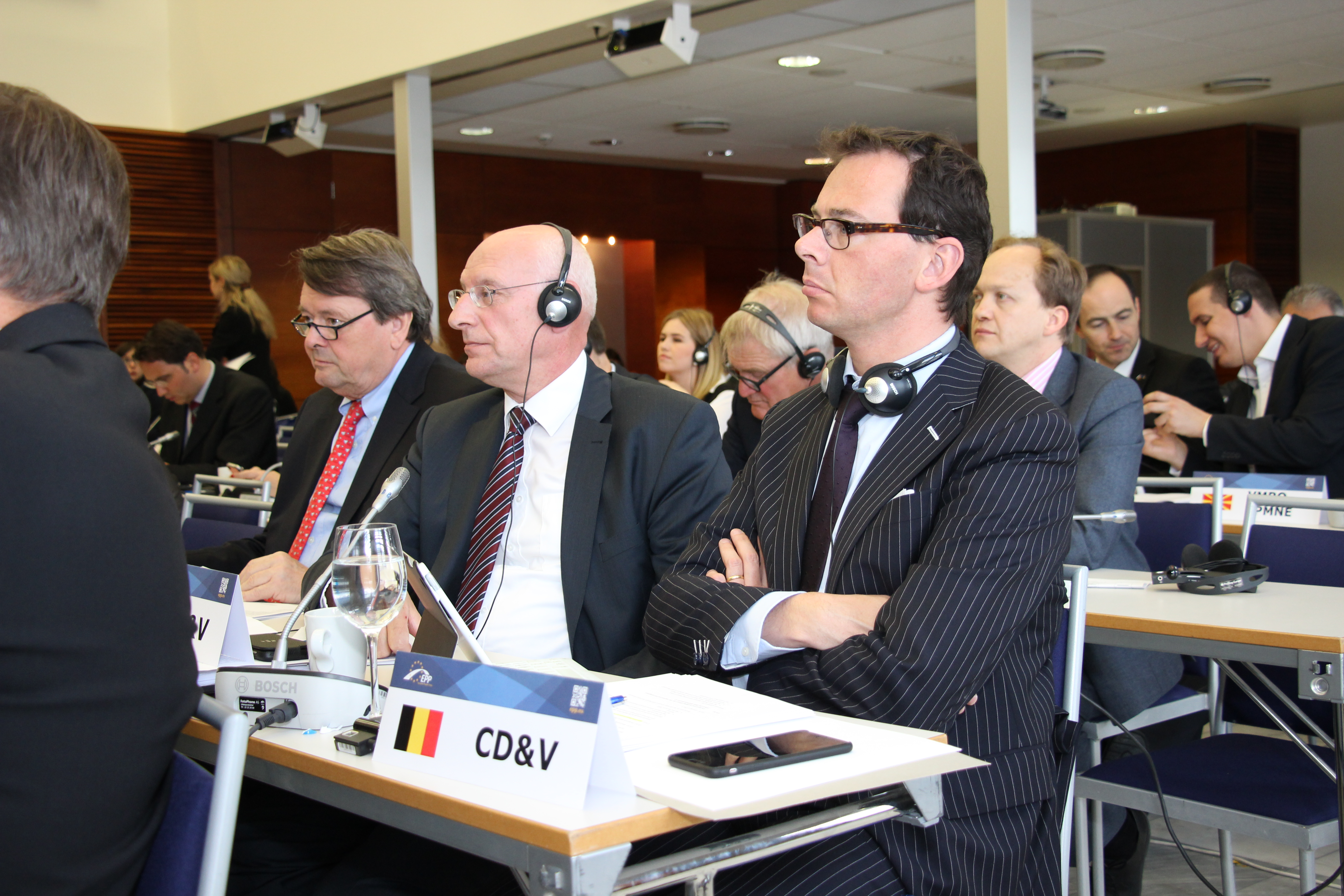
Wouter Beke all'Assemblea politica del PPE il 1°-2 giugno 2015

Ha condotto il suo partito alle elezioni comunali e provinciali del 14 ottobre 2012. Con la campagna {tutti compresi} la CD&V è riuscita a rimanere il più grande partito a livello locale.
A partire dal 2001, Beke è stato anche consigliere comunale di Leopoldsburg. Dal 2004 al 2012 è stato responsabile per gli affari sociali e dal 2007 al 2012 per la Finanza, il Bilancio, l'Istruzione, le Abitazioni, l'Urbanistica e la Pianificazione territoriale. All'inizio del 2013, dopo che la CD&V vinse le elezioni comunali a Leopoldsburg, Beke divenne sindaco del comune. Rimase anche sindaco dopo le elezioni municipali del 2018.
Nel dicembre del 2012, Wouter Beke e il suo partito hanno lanciato l'"Operazione Innesto", un processo di rinnovo sostanziale su larga scala. Sono stati selezionati 30 membri per riflettere sui cambiamenti nella società e sul sostanziale rinnovo della CD&V. Insieme hanno scritto un documento di visione, che è stato poi discusso in varie fasi da membri e dipartimenti locali.
Come presidente del partito, ha disegnato la lista del Limburgo per la Camera dei rappresentanti il 25 maggio 2014. Con 59.291 voti favorevoli, ha vinto il maggior numero di voti su tutti i candidati del Limburgo nella lista della Camera.
Il giorno dopo le elezioni, Beke è stato consultato dal re, insieme agli altri presidenti di partito, nel contesto della formazione del governo. Durante i negoziati, ha dichiarato di essere disponibile per un governo che offre crescita e progresso socio-economico. Vari media hanno elogiato Beke come "maestro stratega" dopo aver nominato Marianne Thyssen come commissaria europea, una decisione che ha riscritto completamente le carte della formazione governativa.
Il 3 marzo 2016, Beke è stato rieletto presidente del partito nazionale, con il 98% dei voti. All'inizio del suo nuovo mandato, ha lanciato il saggio "The New WIJ", in cui ha sostenuto "una società impegnata in risposta a un mondo che cambia".
Il 14 ottobre 2018, Beke fu rieletto sindaco di Leopoldsburg. Nelle elezioni fiamminghe, federali ed europee del 26 maggio 2019, si schiererà come leader della Camera per il Limburgo.

## Carriera politica

### Locale
- Sindaco di Leopoldsburg; responsabile per l'informazione e la partecipazione, lo stato civile, il personale, i rapporti con la difesa, la polizia e la sicurezza antincendio (2013-oggi)
- 1° Assessore di Leopoldsburg, assessore della finanza e di bilancio, istruzione, alloggio, pianificazione urbana e regionale (2007-2012)
- Assessore di Leopoldsburg, assessore degli affari sociali (2004-2006)
- Consigliere (dal 2001)

### Federale
- Membro del Parlamento (2014 - presente, eletto direttamente)
  - Membro del Commissione per gli Affari Istituzionali
  - Membro del Commissione per la Difesa
- Senatore (2010 - 2014, eletto direttamente)
  - Membro della Commissione Finanze ed Economia
  - Membro della Commissione di controllo Contabile, di Elezione e della Spesa dei Partiti Politici
  - Membro del Commissione per gli Affari Istituzionali
- Senatore (2007- 2010, eletto direttamente)
  - Presidente della Commissione Finanze ed Economia
  - Vice-Presidente della Commissione di controllo della Contabilità, dell'Elezione e della Spesa dei Partiti Politici
  - Membro della Commissione speciale incaricata di indagare sulla crisi bancaria e finanziaria (deputato del Senato)
  - Membro del Commissione di sorveglianza per le Missioni Estere di Difesa
  - Membro del Commissione per gli Affari Istituzionali
  - Membro del Parlamento del Benelux (Presidente Commissione Affari Esteri del Parlamento del Benelux)
- Senatore (2004-2007) come sostituto di Stefaan De Clerck

### Nazionale
- - Presidente CD&V (22 dicembre 2010 - 8 ottobre 2019)
  - Presidente CD&V ad interim (20 marzo 2008 - 15 maggio 2008 e 23 giugno 2010 - 22 dicembre 2010)
  - Direttore CEDER, Dipartimento di ricerca della CD&V (6 gennaio 2009 - 23 giugno 2010)
  - Vicepresidente CD&V (2003 - 2010)

## Pubblicazioni
Libri o contributi per libri:
- Wouter Beke, Het nieuwe WIJ, pleidooi voor een betrokken samenleving, 2016, UNITAS vzw
- Bestaat er zoiets als de stem van het volk?, in: W. Beke ea, Recht zal zijn wat ik zeg! Politici over de pijlers van de democratie, Tielt, Lannoo, Maltertuis, 2014, p. 65-70.
- ‘Ook het middenveld moet zich legitimeren’, in: Gert Schuermans (ed.), Politieke Ruimte, 2014, Brugge, Die Keure, p. 13-18.
- Wouter Beke, Open brief aan de Brusselaars, in: Paul Delva, Een Brusselse luis in de Vlaamse pels. Over de iris en de leeuw, Kalmthout, Pelckmans, 2013, p 233-236
- Het Moedige Midden. Voor het versterken van mensen, 2013, Uitgeverij Pelckmans.
- Open brief aan de Brusselaars, in: Paul Delva, Een Brusselse luis in de Vlaamse pels. Over de iris en de leeuw, Kalmthout, Pelckmans, 2013, p 233-236,
- De C van het Vlaamse CD&V, in: Pieter Jan Dijkman, Erik Borgman en Paul Van Geest (red), Dood of wederopstanding? Over het christelijke in de Nederlandse politiek, Boom, Amsterdam, 2012, p. 156-161.
- Wouter Beke, de historicus en de politicus, in Luc De Vos, Liber Amicorum, Van alle slagvelden thuis, Leuven, Davidsfonds Uitgeverij, 2012, p 118-122
- 'De vier V's van de christelijke vakbond', in: Working on a dream, 2012, p. 27-31.
- Tien jaar visie & werkelijkheid, in visie & werkelijkheid, in: Frank Judo en Micheal Voordeckers (red) toekomstvisies voor de chistendemocratie, Antwerpen, Uitgeverij Pelckmans, 2010, p. 217-227.
- Frank Swaelen, een warme aristocraat, in: Frank Swaelen: Levenslang Engagement, Lannoo, 2009[2]
- Actief burgerschap als voorwaarde voor burgerparticipatie, in: Het burger-ei, Perspectieven op lokale burgerparticipatie, Brussel, Socius, 2008, p. 86-90.
- 'Christendemocratie: van christelijke naar Vlaamse volkspartij', in: L. Sanders & C. Devos, Politieke ideologieën in Vlaanderen, Antwerpen, Standaard Uitgeverij, 2008, p. 237-317.
- Klaar voor de Wereld, 2008, CD&V.
- Gemeenschap van goederen in een liberale samenleving, in: Gemeenschap van Goederen. Augustinus in confrontatie met het heden, Augustijns Historisch Instituut, 2007, p. 70-84
- Diriger ou être dirigé, Le Comité National au PSC-CVP (1945-1954), in: W. Dewachter & Sam Depauw, Bureaux de partis, bureaux du pouvoir, Bruxelles, Editions de l’université de Bruxelles, 2007, p. 113-126[3]
- De mythe van het vrije ik. Pleidooi voor een menselijke vrijheid, 2007, Uitgeverij Averbode
- Leiden of geleid worden: het nationaal comité in de nieuwe CVP-PSC (1945-1954), in: W. Dewachter & S. Depauw (red.), Een halve eeuw partijbureau in België, Leuven, Acco, 2005, p. 117-130
- De ziel van een zuil, De CVP tussen 1945 en 1968, Leuven, Leuven University Press, 2005, 535 p.
- Living apart together. Christian Democracy in Belgium. in: Steven Van Hecke & Emmanuel Gerard (ed.), Christian Democratic Parties in Europe since the End of the Cold War, Leuven, Leuven University Press, 2004, p. 133-158[4]
- De CVP tussen 1945 en 1968. Breuklijnen en pacificatiemechanismen in een catch-allpartij, Diss. Doctoraat in de Sociale Wetenschappen, KULeuven, 2004, 449 p.
- L’identité démocrate chrétienne. Etapes dans un processus d’émancipation en relation avec le conservatisme, in: Pascal Delwit, Démocraties chrétiennes et conservatismes en Europe. Une nouvelle convergence? Bruxelles, Editions de l’université de Bruxelles, 2003, p. 25-38.[5]
- Rondetafelconferentie onderwijs. Werkgroep vrijheid van onderwijs. Eindrapport, 2002, 230 p.
- Iedereen sant in eigen stand? Van katholieken naar christen-democraten, in: Wouter Beke ea., Stemtest 2003. Wegwijs in de politieke partijen van België. Van 1830 tot nu. Averbode, Uitgeverij Averbode, 2002, p. 14-18
- Pluralisme, kleur bekennen, Brussel, Cepess, 2001, 62 p.
- Tussen politiek en beweging. 50 jaar CVP-jongeren, Brussel, 2001, 31 p.
- (samen met E. Gerard,) Tussen subsidiariteit en pluralisme. De CVP en de wetgeving Harmel (1950-1954), in: E. Witte, Jan De Groof en J. Tyssens (red), Het schoolpact van 1958. Ontstaan, grondlijnen en toepassing van een Belgisch compromis, Brussel-Leuven, VUBPRESS-GARANT, 1999, 497-528[6]
- (samen met Bart Vannieuwenhuyse,) Beveiliging en infrastructuur van politiecommissariaten, Brussel, Politeia, 1998, 197 p.[7]